# Burgfalke
Burgfalke war ein deutscher Hersteller von Segelflugzeugen, der kurzfristig nebenher in geringer Stückzahl Kleinstwagen produzierte. Das Unternehmen aus Burglengenfeld gehörte Martin Dahmen.

## Unternehmensgeschichte
Zusammen mit Gerhard Siegel meldete Dahmen im Oktober 1951 eine Burgfalke Flugzeugbau oHG mit dem Geschäftsfeld 'Bau von Segelflugzeugen' in Burglengenfeld zum Gewerbe an. Die oHG übernahm 1958 von den Victoria-Werken die Produktionsanlagen des Victoria 250 und begann mit der Produktion von Automobilen unter dem Markennamen Burgfalke. Nach nur wenigen hergestellten Exemplaren endete die Produktion noch im gleichen Jahr, die Ersatzteilversorgung für Spatz und Victoria 250 wurde noch einige Zeit weitergeführt.
Ob die Kleinstwagen-Produktion in Burglengenfeld oder in Obermurnthal, einem Stadtteil von Neunburg vorm Wald, ansässig war, ist strittig.

## Fahrzeuge
Das einzige Modell war der Burgfalke 250 Export. Dies war der Nachfolger des Victoria 250. Die offene Karosserie bot Platz für zwei bis drei Personen. Für den Antrieb sorgte ein Einzylinder-Zweitaktmotor von Victoria mit 248 cm³ Hubraum und 14 PS Leistung.
Zwei dieser Burgfalke 250 wurden in die USA geliefert; einer war in Bruce Weiners Microcar-Museum ausgestellt. Im Zuge der Auflösung des Museums wurde er für 20.700 US-Dollar versteigert und blieb in den USA; das Burgfalke-Emblem dieses Wagens zeigt auch die Angabe "FB 250".